# From Now On...
Pour les articles homonymes, voir From Now On (homonymie).
Albums de Glenn Hughes
L.A. Blues Authority Volume II: Glenn Hughes - Blues
(1992) Burning Japan Live
(1994)
Singles
1. Why Don't You Stay
Sortie : 1994
2. Pickin' Up the Pieces
Sortie : 1994

From Now On... est le troisième album solo du chanteur-bassiste & compositeur anglais Glenn Hughes. Il est sorti en 1994 sur le label Roadrunner et a été produit par Bruce Gowdy et Glenn Hughes.

## Historique
Cet album a été enregistré en Suède dans les studios Nordic Lab. Glenn Hughes y est accompagné par des musiciens suédois dont notamment des membres du groupe Europe parmi lesquels Mic Michaeli aux claviers, John Levén à la basse et le batteur Ian Haugland qui joue sur la reprise du titre de Deep Purple, Burn. Ces musiciens plus les deux guitaristes, Thomas Larsson et Eric Bojfeldt accompagneront aussi Hughes lors de la tournée de promotion pendant laquelle sera enregistré l'album en public Burning Japan Live.
Il est le seul album studio de Hughes, plus l'album "live" qui suivra, sur lequel il ne joue pas de basse.

## Liste des titres
| No  | Titre                                    | Auteur                                                          | Durée |
| --- | ---------------------------------------- | --------------------------------------------------------------- | ----- |
| 1.  | Pickin' Up the Pieces                    | Glenn Hughes, Bruce Gowdy                                       | 4:15  |
| 2.  | Lay My Body Down                         | Hughes, Thomas Larsson                                          | 4:41  |
| 3.  | The Only One                             | Hughes, Eric Bojfeldt                                           | 4:37  |
| 4.  | Why Don't You Stay                       | Hughes, Richard Baker                                           | 4:23  |
| 5.  | Walkin' On Water                         | Hughes, Gowdy                                                   | 4:32  |
| 6.  | The Liar                                 | Hughes, Jean Beauvoir                                           | 4:32  |
| 7.  | Into the Void                            | Hughes, Mic Michaeli, Bojfeldt                                  | 6:23  |
| 8.  | You're Always There                      | Hughes, Pat Thrall                                              | 4:46  |
| 9.  | If You Don't Want Me To (Allyson's Song) | Hughes, Per Stadin, Jens Johansson                              | 5:14  |
| 10. | Devil In You                             | Hughes, Thrall                                                  | 3:59  |
| 11. | Homeland                                 | Hughes, Mel Galley                                              | 4:41  |
| 12. | From Now On...                           | Hughes                                                          | 5:04  |
| 13. | Burn                                     | Ritchie Blackmore, David Coverdale, Hughes, Jon Lord, Ian Paice | 6:11  |

## Musiciens
- Glenn Hughes: chant, guitare acoustique
- Thomas Larsson: guitares
- Eric Bojfeldt: guitares
- Mic Michaeli: claviers
- John Levén: basse
- Hempo Hilldén: batterie, percussions
- Ian Haugland: batterie, percussions sur "Burn"
- Meja: chœurs sur "If You Don't Want me To"

## Chart
| Pays  | Durée du classement | Meilleur classement |
| ----- | ------------------- | ------------------- |
| Suède | 3 semaines          | 11e                 |